# Alloperla mediata
Alloperla mediata är en bäcksländeart som först beskrevs av Luisa Eugenia Navas 1925.  Alloperla mediata ingår i släktet Alloperla och familjen blekbäcksländor. Inga underarter finns listade i Catalogue of Life.